# Peter Molnar
Pour les articles homonymes, voir Molnar.
Peter Molnar, né le 25 août 1943 à Pittsburgh et mort le 23 juin 2022, est un géophysicien et géomorphologue américain, professeur de géologie à l'université du Colorado à Boulder, et membre du CIRES (institut coopératif de recherche en science environnementale).

## Biographie et travaux
Peter Molnar soutient sa thèse de doctorat en sismologie à l'université Columbia en 1970.
Auteur ou coauteur de plus de 150 articles, souvent très cités (plus de 800 fois en 2013 sur Scopus), il est une personnalité importante en sciences de la Terre. Il se concentre principalement sur les relations qui existent entre géodynamique, (paléo)climat et érosion.

## Distinctions
Peter Molnar a reçu en janvier 2014 le prix Crafoord pour sa contribution novatrice à la compréhension des forces motrices responsable des mouvements des plaques tectoniques et du rôle des continents dans l'évolution de la Terre.